# سترتویت
سترتویت (به انگلیسی: Satterthwaite) یک روستا و محله مدنی در بریتانیا است که در South Lakeland واقع شده‌است. سترتویت ۲۱۵ نفر جمعیت دارد.